# Медовая, Даша
Да́рья Влади́мировна Кобец (укр. Дарія Володимирівна Кобець; род. 23 октября 1990, Херсон, Украинская ССР, СССР), более известная как Да́ша Медо́вая (укр. Даша Медова), — украинская певица, актриса, телеведущая, модель, композитор и автор песен. Бывшая солистка украинской поп-группы «ВИА Гра» (2013—2014). В 2018 году бесследно пропала.

## Биография
С детства любовь к музыке дочери прививала мама, отдав ее в музыкальную школу по классу фортепиано и вокала. После окончания школы Дарья приехала в Киев и поступила в там в Государственный колледж эстрадного и циркового искусств, в котором проучилась год. Вернувшись в родной город, продолжила заниматься музыкой, поступила в музыкальное училище на факультет хормейстерства. Принимала участие в разнообразных музыкальных фестивалях, среди которых «Червона рута», «Черноморские игры», «Кришталевi нотки» и т.д.

### 2008—2010: «Арктика»
После окончания школы переехала в Киев, где оказалась в центре украинского шоу-бизнеса, став бэк-вокалисткой проекта Юрия Никитина и Ольги Горбачёвой «Арктика». Совместно с группой приняла участие более чем в ста концертах, где получила опыт выступлений на большой сцене. В начале 2008 года был снят первый видеоклип Дарьи в составе группы — «Очень-очень». Осенью этого же года был снят клип на песню «Пожалуйста». В июле 2009 года коллектив появился на обложке украинского издания мужского журнала «Playboy». В том же 2009 году у группы вышел альбом «Белая звезда», включивший в себя все 11 песен, имевшихся в репертуаре группы. В октябре 2009 года коллектив снял клип на лирическую композицию — «Почему?». 18 ноября на сцене Национального дворца «Украина» группа «Арктика» приняла участие в пятой церемонии вручения Международной музыкальной премии «Золотая Шарманка».
В 2010 году покинула коллектив. После «Арктики» рассматривала предложения от музыкальных продюсеров, но к тому моменту у неё были свои собственные авторские песни, было принято решение начать сольную карьеру.

### 2011—2013: Начало карьеры
Участвовала в национальном отборе конкурса Евровидение 2011 с песней «Infinity», и была официально признана Открытием Национального Отбора, на котором она заняла четвёртое место, опередив многих именитых соперников.
В середине мая 2011 года приняла участие в одном из известных всеукраинских свадебных фестивалей, показе платьев и причёсок эпохи «Золотой век Голливуда». С 2011 работала телеведущей локального телеканала «СИТИ», в программе «СИТИ Шоппинг» до закрытия канала на ребрендинг. После была приглашена на работу телеведущей шоу «Open space» и «MTV News» на телеканале MTV Украина. Даша Медовая стала лицом известного обувного бренда рекламной кампании итальянской марки «Emanuele Gelmetti». Параллельно принимала участие в рекламе одежды и косметики; озвучивала рекламу Orbit, Мивина. В 2011 году сыграла главную роль в короткометражном фильме «Инспектор», режиссёром которого является Ольга Навроцкая. Премьера состоялась 16 мая в кинотеатре «Украина». Фильм выиграл приз зрительских симпатий на Национальном кинофестивале «Молодость», Даша Медовая была названа открытием.
23 октября 2012 года, во время своего первого сольного концерта с программой «Первый шаг», состоялась презентация дебютного промо-альбома и клипа Даши Медовой на песню «Закованное море». Затем был национальный отбор на конкурс Евровидение 2013, Медовая заняла второе место, исполнив песню «Don’t Want To Be Alone». Песня Медовой под названием «Наркотик», согласно влиятельному чарту TopHit.Ru, вошла в десятку наиболее ротируемых на территории Украины треков. На эту песню Медовая представила видеоклип. Также была запущена новая песня под названием «Карусель». Позже был представлен третий сольный сингл под названием «По венам», который сразу же попал в Топ-100 на TopHit.ru.

### 2013—2014: «ВИА Гра»
После объявления Константином Меладзе о закрытии коллектива с января 2013 года, бывший генеральный продюсер группы Дмитрий Костюк, которому принадлежали права на бренд «ВИА Гра» и смежные права на репертуар группы, записанный во время сотрудничества с лейблом Sony Music, в январе приступил к кастингу нового состава группы независимо от Константина Меладзе.
Медовая прошла кастинг и попала в группу. В июле 2013 года группа представила свою первую композицию под названием «Не ведая преград». В сентябре вышел второй трек — «Жива», на который был снят одноимённый клип. 15 октября 2013 года в Москве состоялась презентация нового состава группы. 18 октября прошла презентация в Киеве. В декабре 2013 года вышел третий сингл группы под названием «Магия». Автором всех песен стал Алексей Малахов. Также в декабре 2013 группа приняла участие в новогоднем шоу Первого национального канала. В 2014 году коллектив собирался представить альбом под названием «Магия», однако по определённым причинам выход так и не состоялся. 24 марта 2014 года стало известно, что Дарья Медовая и Айна Вильберг покинули группу. Однако что именно стало причиной ухода, артистка предпочитала не говорить.
Такое чувство непростое, когда нужно начинать всё сначала. Выходит, что с группой «ВИА Гра» у меня всё не сложилось. Но искренне желаю этой группе и её замечательному коллективу  успеха»

### 2014—2018: Міра Кулум
После ухода из группы «ВИА Гра» Медовая вернулась к сольной карьере под новым сценическим именем — Міра Кулум. Она выпустила несколько новых украиноязычных композиций, участвовала в благотворительных акциях для детей-сирот и детей из зоны АТО. В марте 2015 года певица представила первый сингл «Відлітаю» для будущего украиноязычного альбома. Песня написана совместно с одним из авторов «Студии Квартал-95» Вадимом Переверзевым. Вместе с новым треком Медовая представила и видеоклип, режиссёром которого выступила сама. 19 ноября этого же года состоялся сольный концерт Медовой под названием «Мне 25». В этот вечер прозвучали девять новых композиций на украинском языке.

### Исчезновение
В течение нескольких лет Медовая была замужем за бизнесменом Александром Швецом, от которого 25 ноября 2011 года родила дочь Варвару. Развод пары получился скандальным — певица обвинила экс-супруга в применении грубой силы к себе и пагубном влиянии на ребёнка. За то, с кем будет жить дочь, развернулась ожесточенная борьба. 26 сентября 2018 года в Святошинском суде Киева состоялось очередное заседание по этому делу. Однако на него Медовая не явилась. В январе 2019 года из личного аккаунта Владимира Кобеца, отца Медовой, стало известно о том, что она пропала летом, и поиски собственными силами не увенчались успехом, поэтому с 24 сентября 2018 года она находится в официальном розыске. По словам бывшего мужа Медовой, угрожавшего певице, её уже нет в живых.

## Общественная деятельность
Принимала участие в благотворительной акции «Зігрій дитинство турботою», проводимой телеканалом «Интер» совместно с программой «Шалені татусі», направленной на сбор средств для Центра социально-психологической реабилитации детей «Мрія Переяславщини». Участвовала в Благотворительной акции «Мир и единство», которая была организована командой артистов ФК «Маэстро» и Вооружёнными силами Украины, помощи бойцам в зоне АТО было собрано более чем на 12 миллионов гривен. Принимала участие в благотворительном мероприятии для детей-сирот и детей из зоны АТО, которое было организовано благодаря международной организации «Сироты — наши дети».

## Дискография
- 2012 — Dasha Medovaya

## Чарты
| Год  | Название        | Чарты                               | Чарты                              | Чарты                                       | Чарты                               | Чарты                             | Чарты                           | Чарты                               | Альбом |
| Год  | Название        | Россия и СНГ (TopHit Общий Топ-100) | Россия (TopHit Московский Топ-100) | Россия (TopHit Санкт-Петербургский Топ-100) | Украина (TopHit Украинский Топ-100) | Украина (TopHit Киевский Топ-100) | Радиочарт по заявкам TopHit 100 | Россия и СНГ (TopHit Общий годовой) | Альбом |
| ---- | --------------- | ----------------------------------- | ---------------------------------- | ------------------------------------------- | ----------------------------------- | --------------------------------- | ------------------------------- | ----------------------------------- | ------ |
| 2011 | «Бесконечность» | 341                                 | -                                  | -                                           | 690                                 | -                                 | 318                             | -                                   | TBA    |
| 2013 | «Наркотик»      | 111                                 | -                                  | -                                           | 3                                   | 14                                | 131                             | -                                   | TBA    |
| 2013 | «Карусель»      | -                                   | -                                  | -                                           | 4                                   | -                                 | -                               | -                                   | TBA    |

- «—» песня отсутствовала в чарте
- чарты «Tophit Украинский Топ-100» и «Tophit Российский Топ-100» основаны в 2011 году

## Видеография
| Год                                   | Клип                               | Режиссёр                 | Альбом                   |
| В составе группы Арктика              | В составе группы Арктика           | В составе группы Арктика | В составе группы Арктика |
| ------------------------------------- | ---------------------------------- | ------------------------ | ------------------------ |
| 2008                                  | «Очень-очень»                      | Александр Филатович      | Белая Звезда             |
| 2008                                  | «Пожалуйста»                       | Александр Филатович      | Белая Звезда             |
| 2009                                  | «Почему?»                          | Александр Филатович      | Белая Звезда             |
| Видеоклипы других исполнителей        |                                    |                          |                          |
| 2009                                  | «За тобой» (Авиатор)               | Александр Филатович      | Еволюція                 |
| 2011                                  | «Qari Qris» (ТНМК feat. Мгзавреби) | Ольга Навроцкая          | Дзеркало / Meore albomi  |
| 2012                                  | «Сбереги меня» (Пётр Дмитриченко)  | Пётр Дмитриченко         | без альбома              |
| Видеоклипы в составе группы «ВИА Гра» |                                    |                          |                          |
| 2013                                  | «Жива»                             | Сергей Ткаченко          | без альбома              |
| Сольная карьера                       |                                    |                          |                          |
| 2012                                  | «Заковано море»                    | Ольга Навроцкая          | TBA                      |
| 2013                                  | «Наркотик»                         | Дарья Медовая            | TBA                      |
| 2015                                  | «Відлітаю»                         | Дарья Медовая            | TBA                      |

## Фильмография
| Год  |     | Название  | Роль |
| ---- | --- | --------- | ---- |
| 2011 | кор | Инспектор | Маша |

## Телепроекты
- 2011 — «Сіті Шопінг» (Сіті)
- 2012 — «Open space» (MTV)
- 2012 — «MTV News» (MTV)